# Твердилово (Оренбургская область)
Тверди́лово — село в Бузулукском районе Оренбургской области России. Административный центр муниципального образования сельского поселения Твердиловский сельсовет.

## География
Село стоит на реке Берёзовке на север от города Бузулук. Основано в 1819 году отставным поручиком Филиппом Твердиловым, по фамилии которого и названо. Заселено крепостными крестьянами.
Удалённость от районного центра и ближайшей ж/д станции — 30 км.
Расстояние до областного центра — 270 км.

## Учреждения социальной сферы
- Муниципальное образовательное учреждение «Твердиловская основная общеобразовательная школа».
- УФПС Оренбургской области филиал ФГУП «Почта России»».
- МБУК «Бузулукская централизованная районная библиотечная система», филиал № 34.
- Имеется фельдшерско-акушерский пункт.

## Достопримечательности
- Памятник воинам, погибшим в годы ВОВ.

Каменный мост, построенный в 1912 году

## Заслуженные люди
- Миронов Григорий Григорьевич в годы ВОВ удостоен звания Героя Советского Союза.